# Pascual Galindo
Pascual Galindo Romeo (Santa Fe de Huerva, 19 de septiembre de 1892 - Zaragoza, 1 de noviembre de 1990) fue un sacerdote, humanista y docente español, especializado en el estudio de la historia de Aragón.
Enseñó en varias universidades de España y fue canónigo de la catedral de Tuy. Se especializó en toponimia y comenzó a estudiar la Marca Hispánica. Tradujo la obra de Pío XII y fue un importante estudioso de la filología clásica.
Realizó estudios sobre el Papa Luna, Jerónimo Zurita y Baltasar Gracián, convirtiéndose en un importante conocedor de los Archivos de la Corona de Aragón. Junto a José María Lacarra y Antonio Ubieto fue el máximo historiador aragonés del siglo XX. Dirigió, asimismo, los festejos por el bimilenario del fundador de Caesaraugusta.
Falleció en Zaragoza, siendo celebrados sus funerales en la Basílica del Pilar. Fue inhumado en el panteón del Cabildo en el cementerio de Torrero.